# 白吻擬雀鯛
白吻擬雀鯛，為鱸形目鱸亞目擬雀鯛科的其中一種，為熱帶海水魚，分布於西印度洋肯亞及阿曼海域，深度1-8公尺，本魚體延長，頭部及身體為棕色，頭部有一黑色縱向條紋，從上頷經眼睛至前鰓蓋骨邊緣，魚鱗鑲有深灰色或深藍色邊緣，背鰭硬棘3枚；背鰭軟條28-32枚，體長可達9公分，棲息在岩礁或珊瑚礁區，生活習性不明。

## 擴展閱讀
維基物種上的相關：白吻擬雀鯛